# إديث رايت
إديث رايت (بالإنجليزية: Edythe Wright)‏ هي مغنية وعازفة الجاز أمريكية، ولدت في 16 أغسطس 1914 في بايون (نيوجيرسي) في الولايات المتحدة، وتوفيت في 27 أكتوبر 1965 في بوينت بليزانت في الولايات المتحدة بسبب سرطان البنكرياس.

## وصلات خارجية
- إديث رايت على موقع ميوزك برينز (الإنجليزية)
- إديث رايت على موقع أول ميوزيك (الإنجليزية)
- إديث رايت على موقع ديسكوغز (الإنجليزية)